# Горњи Голи Врх Липнички
Горњи Голи Врх Липнички је насељено место у саставу општине Рибник у Карловачкој жупанији, Република Хрватска.

## Историја
До територијалне реорганизације у Хрватској насеље се налазило у саставу старе општине Озаљ.

## Становништво
На попису становништва 2011. године, Горњи Голи Врх Липнички је имао 2 становника.